# Місія ООН на півострові Превлака
Місія військових спостерігачів ООН на Превлацькому півострові (англ. UN Mission of Observers in Prevlaka, UNMOP) — миротворча місія ООН, заснована 15 січня 1996 року Резолюцією Ради Безпеки ООН 1038 з метою спостереження за демілітаризацією спірного півострова Превлака. Здійснювала щоденні піше та автомобільне патрулювання по обидва боки кордону між Хорватією та Союзною Республікою Югославія (зокрема, її федеральною одиницею Республікою Чорногорія).
Державами, які надавали підтримку цій місії, були Аргентина, Бангладеш, Бельгія, Бразилія, Гана, Данія, Єгипет, Індонезія, Ірландія, Йорданія, Кенія, Непал, Нігерія, Нова Зеландія, Норвегія, Пакистан, Польща, Російська Федерація, Україна, Фінляндія, Чехія та Швейцарія.
Діяла до 15 грудня 2002 року. Її тривалість визначалася процесом демілітаризації Превлацького півострова та розв'язанням питання про повернення переселених осіб (резолюція Радбезу ООН 1437 (2002)).